# جون برايس (لاعب كرة قدم)
جون برايس (بالإنجليزية: John Price)‏ هو لاعب كرة قدم بريطاني (وحمل سابقاً جنسية المملكة المتحدة لبريطانيا العظمى وأيرلندا) في مركز الهجوم، ولد في 1854 في المملكة المتحدة، وتوفي في 30 نوفمبر 1907. شارك مع منتخب ويلز لكرة القدم. أما مع النوادي، فقد لعب مع نادي ريكسهام.

## وصلات خارجية
- جون برايس على موقع قاعدة بيانات كرة القدم.إي يو (الإنجليزية)